# Harry Haslam
Harry Haslam (30 luglio 1921 – 11 settembre 1986) è stato un allenatore di calcio e calciatore inglese, di ruolo difensore.

## Carriera

### Giocatore
Tra il 1945 ed il 1950 ha avuto una breve carriera da calciatore nelle serie minori inglesi.

### Allenatore
Ha allenato per molti anni i dilettanti del Tonbridge, con cui nella stagione 1964-1965 ha inoltre vinto una Kent Senior Cup; ha allenato il club per complessive 552 partite.
Nel 1972 viene ingaggiato dal Luton Town, nella seconda divisione inglese: dopo un dodicesimo posto in classifica nella sua prima stagione, nella stagione 1973-1974 il club chiude il campionato di Second Division con un secondo posto in classifica, tornando così dopo 14 anni a giocare nella prima divisione inglese, categoria dalla quale però il club retrocede già al termine del campionato 1974-1975, terminato al ventesimo (e terzultimo) posto in classifica. Haslam viene però riconfermato anche per la stagione 1975-1976, nuovamente disputata in Second Division, e continua ad allenare il Luton Town in questa categoria fino al termine del campionato 1977-1978, ottenendo nell'ordine un settimo, un sesto ed un tredicesimo posto in classifica.
Nell'estate del 1978 si trasferisce allo Sheffield Utd, con cui chiude la Second Division 1978-1979 al ventiduesimo (e terzultimo) posto in classifica, ottenendo poi un dodicesimo posto nel successivo campionato di Third Division.

## Palmarès

### Allenatore

#### Competizioni regionali
- Kent Senior Cup: 1

Tonbridge: 1964-1965